# Странн, Петтер
Петтер Дале Странн (норв. Petter Dahle Strand; род. 24 августа 1994, Норвегия) — норвежский футболист, полузащитник клуба «Волеренга».

## Клубная карьера
Странн — воспитанник клуба «Филлингсдален». В 2013 году он дебютировал за основной состав во Втором дивизионе Норвегии. В начале 2014 года Странн подписал контракт с клубом «Согндал». 30 марта в матче против «Стабека» он дебютировал в Типпелиге. 20 мая в поединке против «Бранна» Петтер забил свой первый гол за «Согндал». По итогам сезона клуб вылетел в Первый дивизион, но через год помог вернуться обратно. В начале 2016 года Странн подписал соглашение с «Молде». 20 марта в матче против «Стабека» он дебютировал за новый клуб. 10 апреля в поединке против «Старта» Петтер забил свой первый гол за «Молде».